# Lucernă

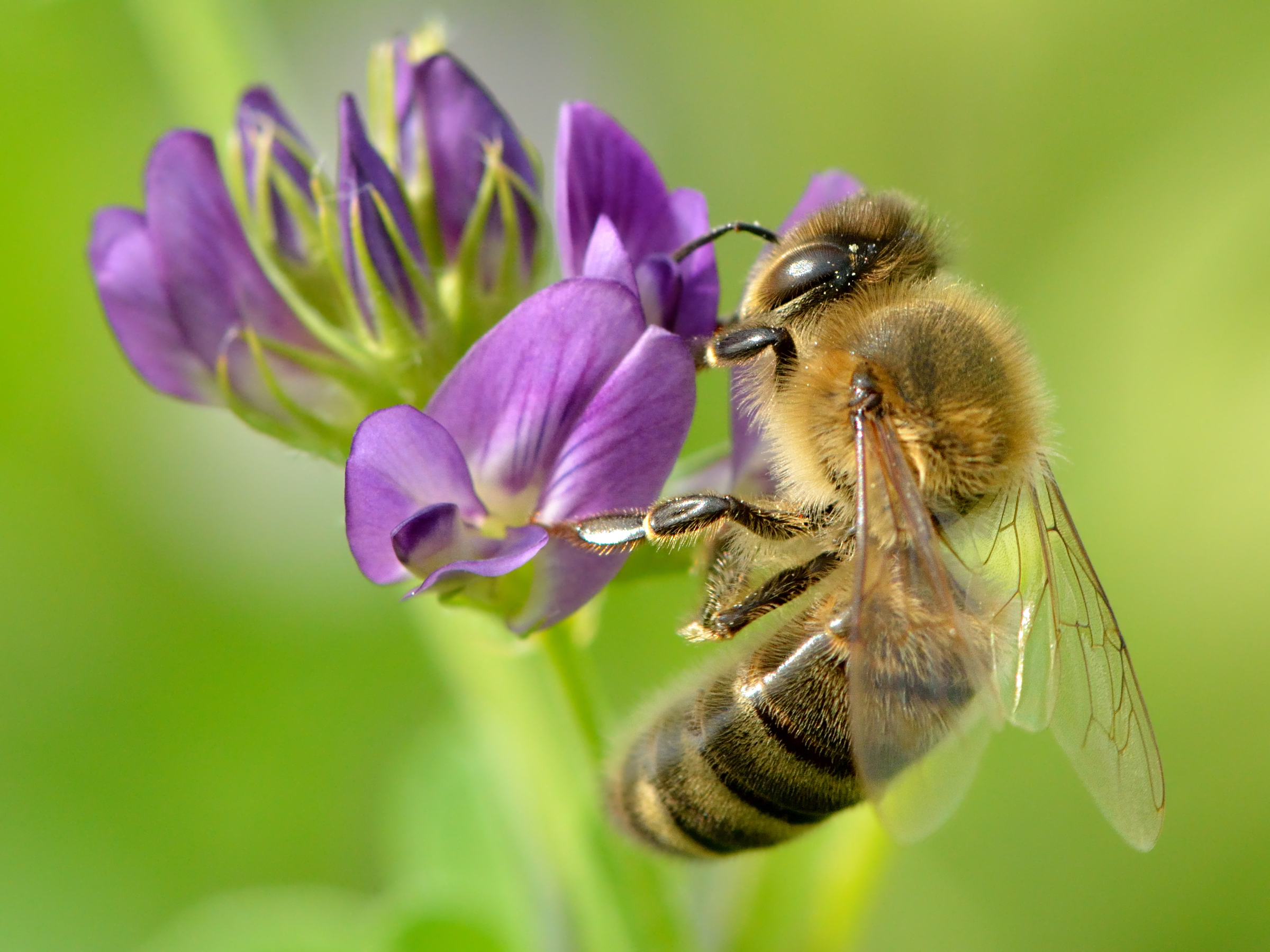

Lucerna (Medicago sativa) este o plantă furajeră din familia leguminoaselor.

## Caractere morfologice
Lucerna este o plantă ierboasă care poate atinge 1 m înălțime. Rădăcinile plantei ating o adâncime de peste 6-10m, această caracterstică permite plantelor să supraviețuiască în perioadele de secetă. Ca și majoritatea leguminoaselor, lucerna are la rădăcină nodozități, unde trăiesc bacterii fixatoare de azot cu care planta trăiește în simbioză. După un studiu realizat în Suedia, florile plantei sunt polenizate în proporție de 78 % de bondari și 1 % de albine. De acea în Scandinavia se cultivă lucerna în regiunile unde trăiesc bondari. Planta conține un procent ridicat de proteine, fiind folosită ca nutreț, pentru însilozare, ori uscată ca fân. Ea este o plantă perenă, care atinge o vârstă de 4 până la 12 ani. În Germania, o cultură de lucernă este folosită 2-3 ani. În funcție de sol și regiunile climatice, lucerna poate asigura o canitate de 10 t de fân la hectar. Pentru a obține recolte mai mulți ani la rând din aceași cultură, se recomandă recoltarea lucernei după perioada înfloritului o dată pe an.

## Istoric
Planta provine din Persia, unde era un nutreț valoros pentru cai. După unele izvoare din antichitate, lucerna a fost adusă prin anul 470 î.Hr. în Grecia și prin anii 150–50 î.Hr. în Italia unde era folosită în furajarea oilor. Pe la începutul secolului XVI a fost dusă de coloniștii spanioli în Mexic de unde apoi a ajuns în toată America. În Australia și Noua Zeelandă planta va ajunge abia prin secolul XIX unde la început au apărut probleme create de lipsa bondarilor. La propunerea lui Charles Darwin au fost aduși în 1885, bondari pentru a asigura polenizarea florilor de lucernă. Planta mulțumită rădăcinilor adânci poate suprieviețui în regiunile aride tropicale.

## Conținut
100 g, frunze proaspete de lucernă conțin:
| Element  | g sau mg |
| -------- | -------- |
| Apă      | 79,5 g   |
| Glucide  | 12,2 g   |
| Proteină | 6,9 g    |
| Lipide   | 0,13 g   |
| Potasiu  | 137 mg   |
| Calciu   | 16,6 mg  |
| Sodiu    | 1,2 mg   |
| Fier     | 0,34 mg  |
| Caroten  | 28,1 mg  |

## Cultivare
În anul 2005, în SUA, a fost obținută prin modificări genetice prima varietate rezistentă la erbicidul glifosat. În anul următor, această varietate de lucernă a fost cultivată în SUA pe o suprafață de 80 - 100.000 de hectare. 
Din 2007, cultivarea a fost posibilă numai cu restricții severe, iar din 2011, după teste ample, USDA a anunțat că este din nou aprobată cultivarea fără nicio restricție.